# Martin Schwarz (Architekt)
Heinrich Martin Schwarz (* 18. Oktober 1885 in Frankfurt am Main; † 27. September 1945 in Erfurt) war ein deutscher Architekt, der vor allem in Arnstadt arbeitete.

## Leben

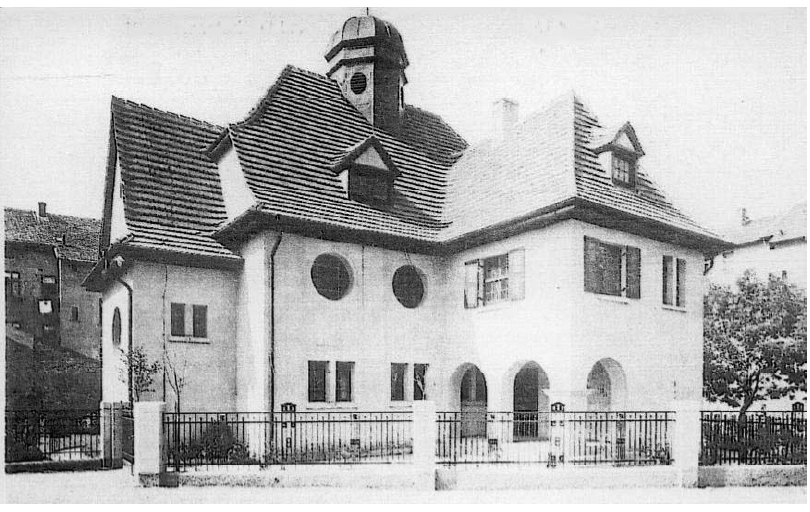
Synagoge in Arnstadt

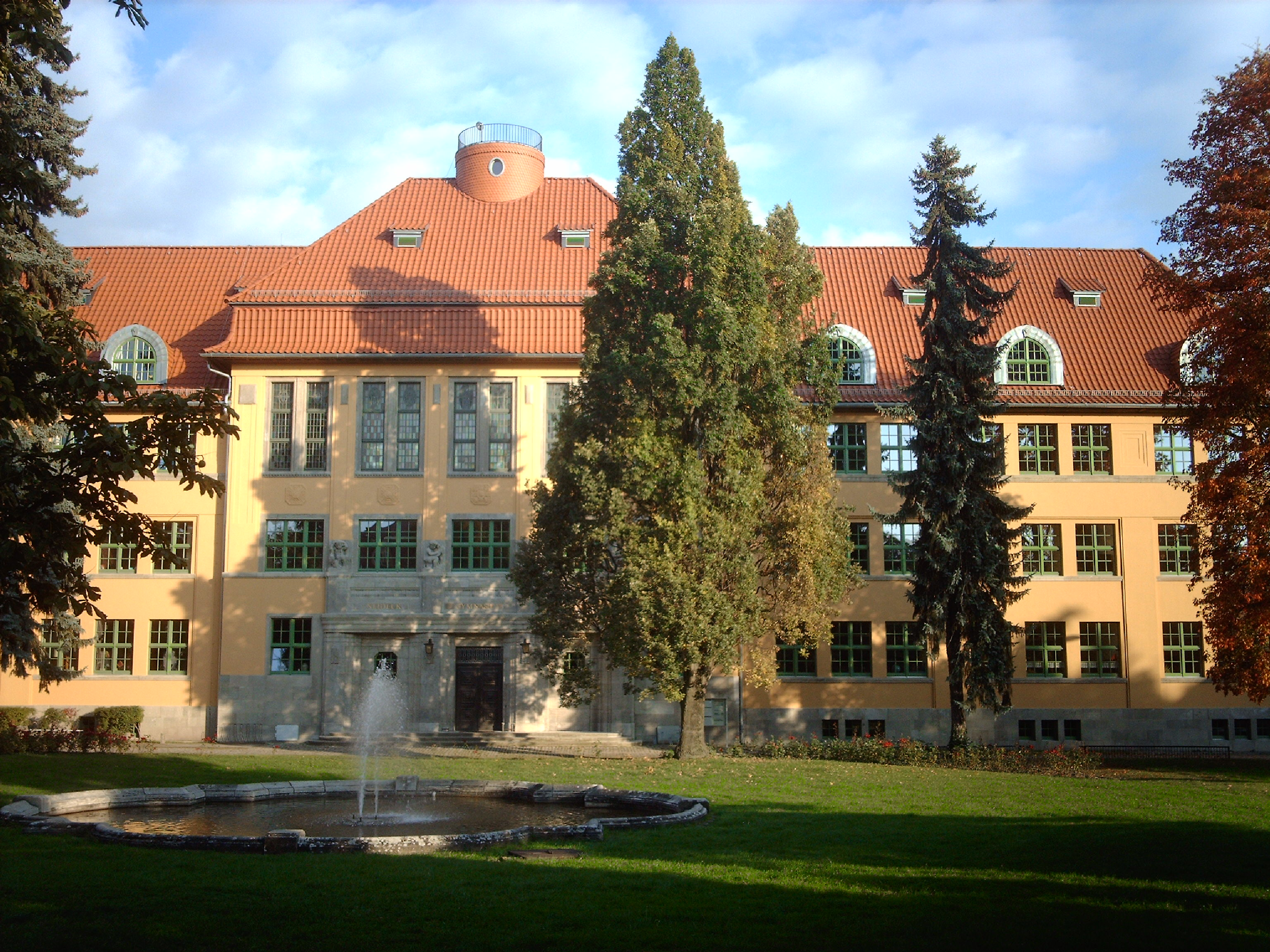
Fürst-Günther-Schule

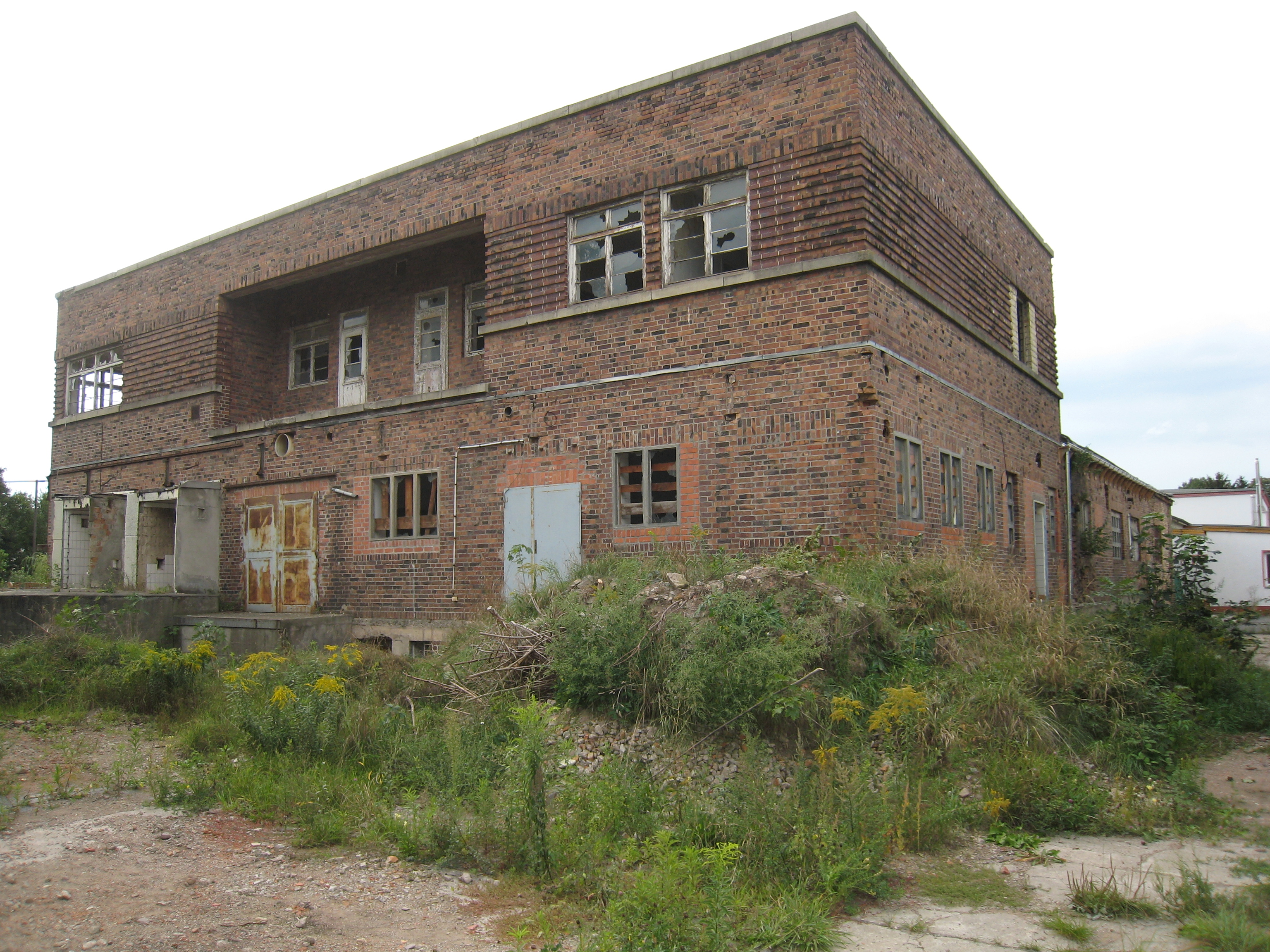
Milchhof Arnstadt

Martin Schwarz wurde am 18. Oktober 1885 als Sohn des Landgerichtssekretärs Albrecht Schwarz in Frankfurt am Main geboren. Er besuchte von Ostern 1895 bis Ostern 1905 das Kaiser-Friedrichs-Gymnasium in seiner Heimatstadt. Anschließend studierte er Architektur an der Technischen Hochschule Darmstadt. Das Studium schloss er 1909 mit dem akademischen Grad Diplom-Ingenieur ab, seine Diplomarbeit entstand unter Betreuung durch Georg Wickop.
Nach dem Militärdienst als Einjährig-Freiwilliger ließ sich Schwarz 1911 in Arnstadt als freier Architekt nieder. Er wohnte im Haus Schlossplatz 1, im selben Haus wie Stadtbaurat Anton Acker. Sein erster Bau war die Synagoge Arnstadt, die im Herbst 1913 bezogen wurde. Bis 1938 errichtete er zahlreiche Bauwerke in Arnstadt, die noch heute das Stadtbild prägen, zunächst mit historistischen Stilzitaten, später auch in der klaren Formensprache des Neuen Bauens. Sein größter Auftrag war der Arnstädter Milchhof, der 1928–1929 entstand. Schwarz wollte „einen einfachen gediegenen Bau schaffen, der dem Zweckbedürfnis dient und dies auch architektonisch zum Ausdruck bringt.“
Er war zudem öffentlicher angestellter Sachverständiger der Mittelthüringischen Industrie- und Handelskammer Weimar, Mitglied im Bund Deutscher Architekten und Mitglied der Museumsgesellschaft und des Verwaltungsausschusses der Museumsstiftung.
1938 zog Schwarz nach Erfurt und arbeitete dort ebenfalls als freier Architekt, bis er 1945 starb.

## Bauten und Entwürfe
- 1913: Synagoge in Arnstadt (zerstört am 9. November 1938)
- 1913: Haus Erfurter Straße 18 in Arnstadt
- nach 1913: Haus Otto Böttner, Erfurter Straße 20/22 in Arnstadt
- nach 1913: Restaurant „Zur Post“ für Karl Behrens, Erfurter Straße 24 in Arnstadt
- 1915: Fürst-Günther-Schule, Schlossplatz 2 in Arnstadt
- Haus Neideckstraße 4 in Arnstadt
- Haus Wollmarkt 8 in Arnstadt
- Villa Alfred Ley, Wollmarkt 10 in Arnstadt
- ab 1920: Familiengrabmale auf dem Hauptfriedhof Arnstadt für die Familien Liebmann, Ley, Kürsten und Winter
- 1928: Milchhof in Arnstadt
- Kapelle auf dem Hauptfriedhof in Arnstadt
- Umbau des Schlosses der Familie Schierholz in Plaue